# Agelena tenerifensis
Agelena tenerifensis är en spindelart som beskrevs av Jörg Wunderlich 1992. Agelena tenerifensis ingår i släktet Agelena och familjen trattspindlar.
Artens utbredningsområde är Kanarieöarna. Inga underarter finns listade i Catalogue of Life.